# Облизані Пальці
«Облизані Пальці» (іноді відома як The Doggy Lick або Humans Can Lick Too) , є міською легендою, яка зустрічається в багатьох країнах (вважається, що першою зʼявилась в Японії). Вона має кілька версій і була знайдена в друкованому вигляді в Національному архіві Японії в лютому 1982 року.

## Сюжет
Зовсім юна дівчина вперше залишилася вдома одна, тільки вірний пес складав їй компанію. Слухаючи новини, дівчина почула про вбивцю, який живе в її районі. Злякавшись, вона позамикала всі двері та вікна, але забула про вікно у підвалі, яке залишилося незамкненим. Дівчина вклалася спати, забравши з собою в кімнату пса і дозволивши йому влягтися під її ліжком. Серед ночі вона прокинулася від звуку води, що капала у ванній кімнаті. Цей звук насторожив її, але вона так сильно була налякана, що боялася встати з ліжка і подивитися, що там відбувається. Щоб хоч трохи заспокоїтися і заснути, дівчина опустила руку донизу, і відчула теплий вологий язик свого пса. Прокинувшись, вона злізла з ліжка і пішла у ванну кімнату, щоб освіжитися. Відчинивши двері дівчина побачила свого пса мертвим, який висів понівечений на душі, зачеплений за хвіст, а кров з його роздертої шиї повільно крапала у піддон. На стіні душової кабінки песячою кров’ю були написані слова «ЛЮДИ ТЕЖ ВМІЮТЬ ЛИЗАТИ».
Інші варіанти оповідання зображують короткозору стару жінку, а не молоду дівчину. Доля пса також різна: від того, що його просто вішають, до того, що з нього здирають шкіру, випотрошують чи іншим чином вбивають. Послання іноді написане на підлозі або на дзеркалі у ванній, але не на стіні. Деякі версії включають повернення батьків, які виявляють вбивцю, що сховався в будинку, часто — в підвалі, шафі в спальні дівчини або під її ліжком. В інших версіях батьки дівчини повертаються вранці й запитують, чи їхня донечка гарно провела ніч. Коли вона говорить, що пес лизав їй руку та заспокоював, батьки відповідають, що пес, про якого вона говорить, був зачинений в підвалі, або надворі. Історія зазвичай закінчується тим, що вбивцю так і не знаходять та/або дівчина помирає.

## В Культурі та медіа
- Провісником є оповідання 1919 року «Щоденник містера Пойнтера» М. Р. Джеймса, де молодий чоловік неуважно гладить свого собаку (як йому здається), читаючи старий рукопис про зловісну смерть молодого студента, одержимого власним волоссям. Звичайно, істота, що присідає біля нього, не собака.
- Ця легенда була розказана біля багаття у фільмі «Смертельні крики» 1982 року.
- Ця легенда була показана у фільмі Campfire Tales (1997), історія якого приписується Д. Б. Мартіну.
- Варіація історії представлена у фільмі «Міські легенди: Остання версія».
- В епізоді «Family Remains» Надприродного є зміна, в якій дика дитина лиже руку дівчині-підлітку, яка панікує, коли розуміє, що її собака в коридорі. У цій версії вона бачить собаку живим і розуміє, що це не домашня тварина облизує її, хоча собака понівечений, коли герої серіалу намагаються допомогти родині втекти.
- Він також використовується Кривавою Мері в наступній версії Urban Legends Final Cut під назвою Urban Legends: Bloody Mary, як спосіб убити одного зі старшокласників, яких вона вважає винними у своїй смерті.
- Про це згадується в «John Dies at the End», де головний герой лягає спати (з наміром виманити привида) та прокидається, щоб побачити, як його собака все ще лиже йому руку, а потім розуміє, що чує, як його собака плескає воду з унітаза.
- Варіацію розповідає один із головних героїв прем’єрного епізоду The Enfield Haunting.
- Варіація написана як передісторія персонажа Реймі Сугімото з манги Jump JoJo's Bizarre Adventure: Part 4, Diamond Is Unbreakable Хірохіко Аракі.